# Deerness
Deerness ist eine Halbinsel auf Mainland, Orkney, Schottland.
Deerness gehört zur Gemeinde St. Andrews and Deerness und liegt etwa 13,5 Kilometer südöstlich von Kirkwall. Die Halbinsel ist sehr dünn besiedelt. Sie wird vor allem landwirtschaftlich und touristisch genutzt. Im Norden befindet sich das Naturschutzgebiet Mull Head mit der eingestürzten Meereshöhle The Gloup und dem Brough of Deerness. Die Halbinsel ist mit dem Rest von Mainland durch eine nur etwa 100 Meter breite Landenge – dem Dingieshowe – verbunden.
Der schottische Schriftsteller, Dichter und Übersetzer Edwin Muir wurde auf Deerness geboren.